# Indaka

Gemeindegebiet bis 2016

Wappen der Gemeinde

Indaka (engl. Indaka Local Municipality) war eine Gemeinde im südafrikanischen Distrikt Uthukela in der Provinz KwaZulu-Natal. Verwaltungssitz der Gemeinde war Wasbank. Nkosinathi Mchunu war der letzte Bürgermeister. Die IFP und der ANC hatten zuletzt die meisten Sitze im Gemeinderat.
Der Name der Gemeinde kommt vom Indaka River. 2011 hatte die Gemeinde 103.116 Einwohner. Sie deckte ein Gebiet von 992 Quadratkilometern ab.
2016 bildete Indaka zusammen mit der Gemeinde Emnambithi-Ladysmith die Gemeinde Alfred Duma.

## Geografie
Indaka grenzte an die Gemeinden Emnambithi-Ladysmith, Endumeni, Msinga und Inkosi Langalibalele. Teile Indakas lagen im Einzugsgebiet des Tugela und des Sundays River.

## Wirtschaft
Indaka war eine ländliche Gemeinde, in der es keine Siedlung mit Stadtstatus gab. Daher war es für die Gemeinde schwierig, Investoren zu gewinnen. Aus der wirtschaftlichen Situation der Gemeinde folgte eine hohe Arbeitslosigkeit.
Durch die Gemeinde führten keine Nationalstraßen. Die meisten Regionalstraßen der Gemeinde waren in einem schlechten Zustand. Es gab in der Gemeinde keine nennenswerte Industrie.